# Mats Röyter
Mats Eric Urban Röyter, född 1960 i Göteborg, är en svensk författare. 
Röyter är civilingenjör (teknisk fysik), filosofie kandidat i engelska och gymnasielärare. Hans debutroman In i Karoo och bortom baseras på regelbundna besök i Sydafrika åren 1984–2003, då diskrimineringen av den svarta befolkningen förbyttes till negativ särbehandling av de vita sydafrikanerna. Detta är ett genomgående tema i romanen. Parallellt med sitt författarskap arbetar han som teknisk konsult inom tillverkningsindustrin. Hans andra roman Turkräden handlar om de turkiska räderna på Island år 1627.  
Röyter är bosatt i Glanshammar utanför Örebro och är medlem i Värmländska Författarsällskapet